# Ястрабье-над-Топлёу
Ястрабье-над-Топлёу (словац. Jastrabie nad Topľou) — село и одноимённая община в округе Вранов-над-Топлёу Прешовского края Словакии.

## История
Впервые упоминается в 1363 году.
В селе есть римо-католический костел с 1930 года с элементами сецессии и неоготики построен на месте старого костела и греко-католическая церковь сошествия Святого Духа с 1939 года.

## Население
| Год:                | 1994 | 2004    | 2014    | 2024    |
| ------------------- | ---- | ------- | ------- | ------- |
| Количество человек: | 377  | 414     | 453     | 497     |
| Разница:            |      | +9,81 % | +9,42 % | +9,71 % |

Национальный состав населения (по данным последней переписи населения 2001 года):
- словаки — 99,74 %,
- чехи — 0,26 %.

Состав населения по принадлежности к религии состоянию на 2001 год:
- греко-католики — 47,18 %,
- римо-католики — 43,85 %,
- протестанты — 8,46 %,
- не считают себя верующими или не принадлежат к одной конфессии — 0,52 %.